# The Lady from Cheyenne
The Lady from Cheyenne is een Amerikaanse western uit 1941 onder regie van Frank Lloyd.

## Verhaal
Jim Cork wil de spoorwegstad Laraville in Wyoming in zijn greep krijgen door de verkoop van kavels te beïnvloeden. De lerares Annie Morgan is de eigenares van een belangrijke kavel. Zijn advocaat Steve Lewis wil die kavel in handen krijgen door Annie te versieren. Hij is meteen onder de indruk van de sterke vrouw. Wanneer hij de kavel uiteindelijk in bezit krijgt, heeft hij er al vlug spijt van.

## Rolverdeling
| Acteur              | Personage          |
| ------------------- | ------------------ |
| Loretta Young       | Annie Morgan       |
| Robert Preston      | Steve Lewis        |
| Edward Arnold       | Jim Cork           |
| Frank Craven        | Hank Foreman       |
| Gladys George       | Elsie              |
| Jessie Ralph        | Mevrouw McGuinness |
| Stanley Fields      | Jerry Stover       |
| Willie Best         | George             |
| Samuel S. Hinds     | Gouverneur Howard  |
| Spencer Charters    | Dokter McGuinness  |
| Clare Vedera        | Mevrouw Matthews   |
| Al Bridge           | Mijnheer Matthews  |
| Charles Williams    | Klerk              |
| Erville Alderson    | Ike Fairchild      |
| Emmett Vogan        | Stanton            |
| Roger Imhof         | Oom Bill           |
| William B. Davidson | Nye Dunbar         |
| James Kirkwood      | Politicus          |
| Wade Boteler        | Turk               |